# Philaccolilus
Philaccolilus es un género de coleópteros adéfagos  perteneciente a la familia Dytiscidae.

## Especies
- Philaccolilus ameliae	Balke, Larson, Hendrich & Konyorah 2000
- Philaccolilus aterrimus	Balke, Larson, Hendrich & Konyorah 2000
- Philaccolilus bacchusi	Balke, Larson, Hendrich & Konyorah 2000
- Philaccolilus bellissimus	Balke, Larson, Hendrich & Konyorah 2000
- Philaccolilus bicinctus	(Regimbart 1892)
- Philaccolilus incognitus	Balke, Larson, Hendrich & Konyorah 2000
- Philaccolilus irianensis	Balke, Larson, Hendrich & Konyorah 2000
- Philaccolilus kokodanus	Balke, Larson, Hendrich & Konyorah 2000
- Philaccolilus mas	Balke, Larson, Hendrich & Konyorah 2000
- Philaccolilus mekus	Balke, Larson, Hendrich & Konyorah 2000
- Philaccolilus ramuensis	Balke, Larson, Hendrich & Konyorah 2000
- Philaccolilus speciosus	(Regimbart 1892)